# 527
527 (DXXVII) je bilo navadno leto, ki se je po julijanskem koledarju začelo na petek.

## Dogodki
- Sasi v Britaniji ustanovijo kraljestvi Essex in Middlesex.
- Justinijan I. postane cesar v Konstantinoplu; odpravi poganstvo v Grčiji.

## Smrti
- 1. avgust - Justin I., bizantinski cesar (* 450)

Neznan datum
- Li Daojuan, kitajski geograf, pisec in politik (* 466 ali 472)